# Urinoir féminin

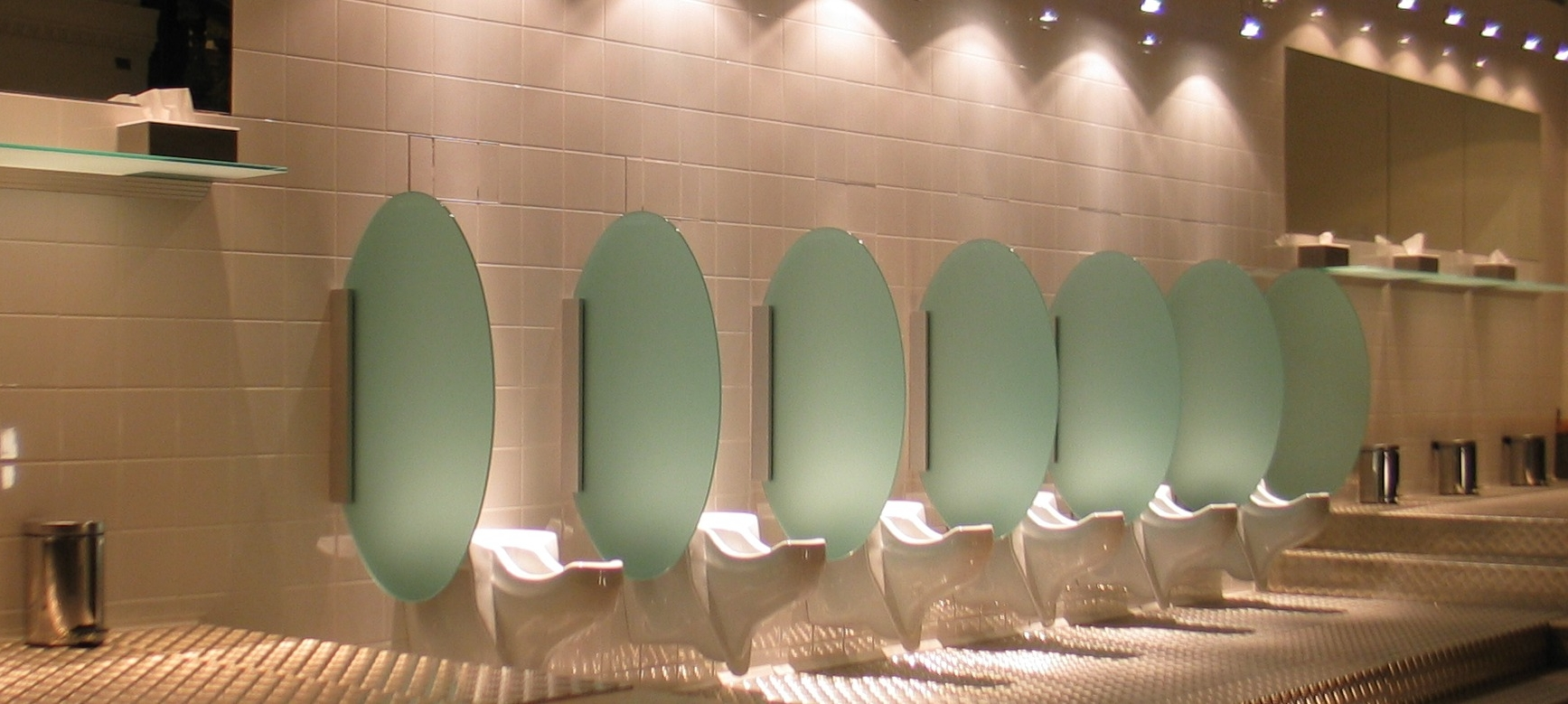
Une rangée d'urinoirs féminins, séparés par des cloisons d'intimité

Un urinoir féminin est un urinoir adapté à l'anatomie des femmes, pour faciliter la satisfaction de leurs besoins, surtout dans l'espace public. Différents modèles permettent d'uriner : en position debout, semi-accroupie            (position de « skieuse ») ou accroupie, toujours sans contact corporel direct avec l'urinoir. Des modèles assis existent également, mais nécessitent un contact direct avec l'urinoir.
Sous le nom générique d'urinoir féminin, on trouve des dispositifs individuels portatifs (urinettes ou pisse-debout), des appareils sanitaires à usage domestique ou collectif et des installations complètes (cabines) pour des toilettes publiques. Par ailleurs, des urinoirs unisexes sont également commercialisés et peuvent être utilisés par tous.

## Contexte
Les urinoirs pour femmes et les urinoirs unisexes sont beaucoup moins courants que les urinoirs pour hommes. Actuellement, la quasi-totalité des urinoirs installés dans les toilettes publiques sont réservés aux hommes. C'est une source d'inégalités homme-femme non supportables, et pour lesquelles des solutions sont recherchées.
Dans l'espace public, les hommes disposent en général de dispositifs séparés pour la défécation et la miction, alors que les toilettes pour femme cumulent les deux fonctions. La création d'espaces avec des urinoirs pour femmes vise à ce qu'elles puissent bénéficier des mêmes avantages que les hommes, :
- processus de miction plus hygiénique et sans contact (et aucun risque de salissure avec les excréments des utilisateurs précédents)
- utilisation plus rapide (le temps d'occupation d'un urinoir est plus faible que celui d'une toilette classique)
- réduction de l'espace occupé
- moindre coût
- maintenance plus simple
- réduction de la consommation d'eau par rapport aux toilettes à chasse d'eau ;  certains dispositifs fonctionnent sans eau.
- recyclage plus facile de l'urine comme engrais[3](urine pure ou diluée, sans autres matières).

En espace public, les urinoirs occupent moins d'espace que les toilettes classiques ; le temps de service est plus court et les files d'attente sont moins longues ; jusqu'à 30 % de personnes en plus peuvent utiliser les toilettes en même temps.
Les urinoirs féminins sont donc adaptés aux manifestations susceptibles d'attirer un grand nombre de visiteurs avec des heures de pointe ; c'est le cas par exemple des théâtres, des stades, des écoles ou universités, des discothèques et des centres commerciaux. Les cabines urinoirs, notamment sans eau, sont mobiles et peuvent être utilisées lors d'événements et de festivals en plein air : elles peuvent aussi être installées en accès libre dans les espaces publics,.

## Conception et réalisation

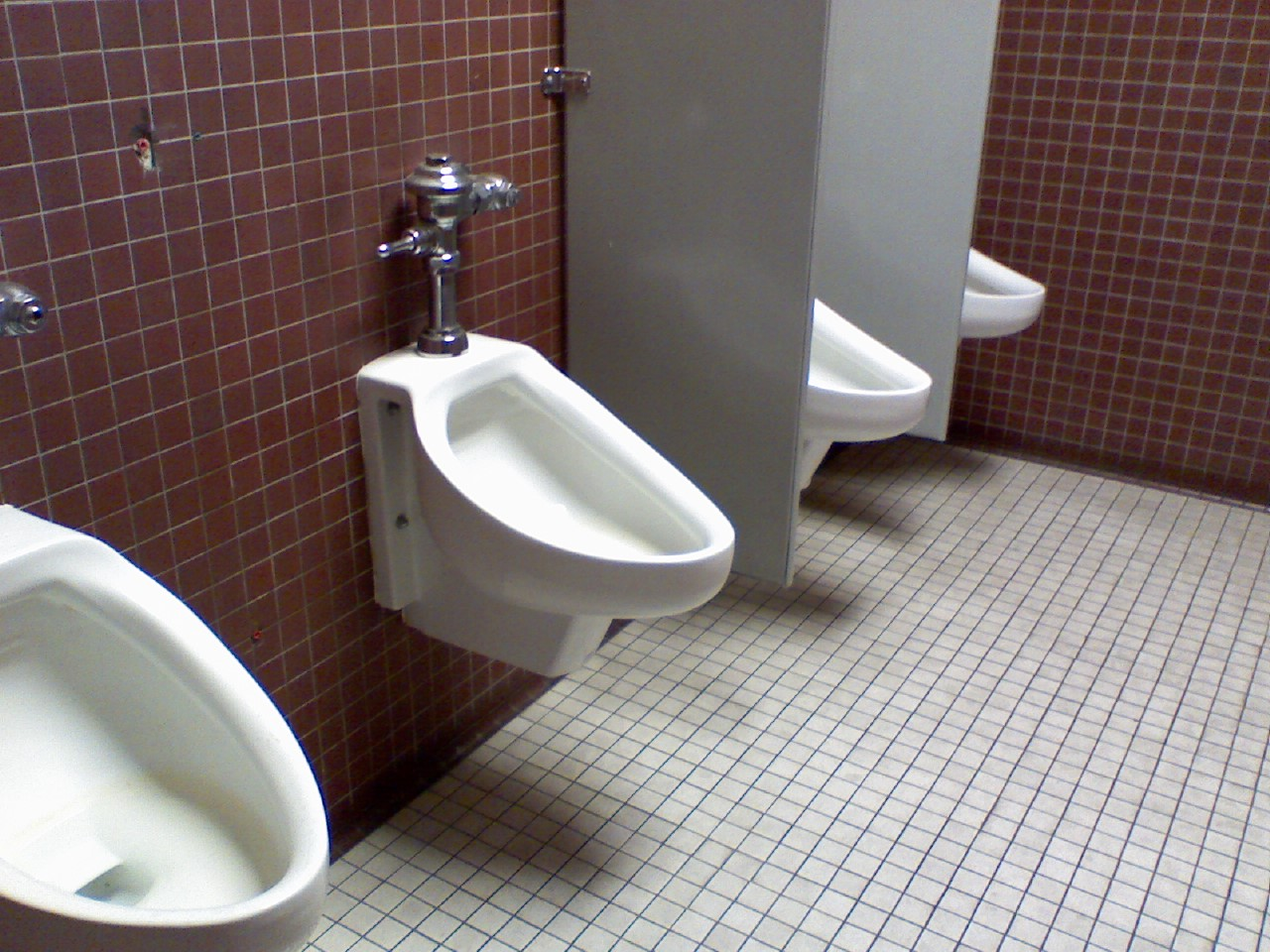
Urinoirs muraux utilisables par les hommes et les femmes, en rangée ouverte

Selon Mete Demiriz, professeur de technologie sanitaire à l'Université des sciences appliquées de Westphalie à Gelsenkirchen, des considérations économiques et des conventions sociales freinent l'installation plus large d'urinoirs pour femmes dans les toilettes publiques.

### Urinoirs unisexes
Des solutions d'urinoirs unisexes sont en cours de développement[Quand ?]. Alors que les urinoirs pour hommes peuvent être trouvés presque partout dans les toilettes publiques, les urinoirs unisexes sont toujours des produits de niche. Certains estiment[Qui ?] que cela résulte de la différence biologique entre homme et femme, qui rend l'utilisation d'un urinoir plus pratique pour la population masculine que pour la population féminine[source secondaire souhaitée].

### Les urinoirs féminins

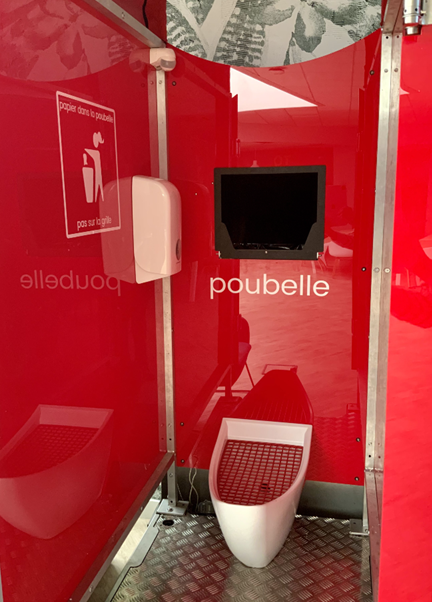
Intérieur d'une cabine d'urinoir féminin, sans contact

Les modèles d'urinoirs spécifiques aux femmes sont conceptuellement similaires les uns aux autres et suivent la forme et le design des urinoirs pour hommes, mais sont plus étroitement adaptés à l'anatomie féminine. Ils prennent en compte le fait que la plupart des femmes choisissent de se tenir le dos tourné vers l'urinoir et d'adopter une position semi-accroupie qui rappelle la « posture du skieur ». C'est la posture que les femmes adoptent généralement dans les toilettes publiques conventionnelles, si elles sont sales et lorsque le contact physique n'est pas souhaité ; mais cette position peut laisser de l'urine dans la vessie et peut être inconfortable pour les muscles du plancher pelvien ; elle peut être impossible à tenir pour des personnes âgées ou ayant des handicaps. Ainsi, certaines personnes ne prennent cette posture qu'en cas de grande nécessité.
Dans les pays où les toilettes à la turque sont la norme, les femmes utilisent des urinoirs sous forme de casserole en céramique au niveau du sol. Ce type d'urinoir est utilisé dans une position complètement accroupie pour éviter les éclaboussures d'urine. Dans le passé, des modèles qui étaient utilisés dans un ensemble de toilettes à la turque (similaires aux toilettes asiatiques) ont été développés au stade du prototype ou mis sur le marché, mais sans rencontrer de succès commercial. À partir de 1997, tous les urinoirs pour femmes disponibles sur le marché occidental sont : soit des dispositifs destinés à être fixés au mur, soit des cabines complètes ; tous à utiliser dans une position semi-accroupie.

### Modèles disponibles
Dans les années 1990, un certain nombre de prototypes d'urinoirs féminins sont développés, dont trois seulement étaient finalement prêts pour le marché et sont utilisés : le « Lady P » de Sphinx Sanitair, le « Lady Loo » GBH [source insuffisante] et le « Girly » par Ceramica Catalano.
Depuis les années 2000, des urinoirs féminins sont introduits dans des toilettes publiques européennes, avec des modèles, comme « Ona » conçu par Cajsa Flensburg, ou « Marcelle ». « madamePee » fondé par Nathalie des Isnards (2018) et Lapee créé par Gina Périer (2019), proposent des cabines urinoirs à usage collectif.
Dans l'évolution vers des toilettes unisexes, les concepteurs et les développeurs sont de plus en plus confrontés au défi de créer des solutions adaptées aux genres. Des modèles, comme « We P » conçu par Michal Farago, « Captain » par Uridan, "Ti'Pi" par Ves Bat Eco et « Weestand » sont destinés à être utilisés confortablement par les femmes et les hommes.

## Problèmes de mise en œuvre
La mise en œuvre doit concilier des exigences parfois contradictoires :
- Besoin d'intimité, qui peut varier selon les profils individuels et culturels. La miction en compagnie d'autres personnes peut être un problème et aller pour certains jusqu'à la parurésie[23].
- Optimisation de l'espace occupé, de la maintenance et des besoins en consommable (eau, papier)
- Efficacité globale (diminution des files d'attente)
- Mobilité pour les usages événementiels (concerts, festivals etc.) ou saisonniers

Actuellement[Quand ?], deux types d'installation sont mis en œuvre dans la pratique : 
- un agencement en lignes (généralement avec une cloison comme élément de séparation), comparable aux urinoirs masculins;
- dans des cabines individuelles, comme dans les toilettes classiques.

Le gain en espace de cette dernière solution est moindre, mais répond mieux aux exigences d'intimité que ressentent la plupart des femmes. Avec une disposition en ligne, la densité des installations peut être supérieure ; ce n'est pas le cas lorsque dans une toilette classique, une cuvette est simplement remplacée par un urinoir. Les cabines mobiles peuvent être disposées selon différentes géométries (ligne, rosace, etc.) adaptées à la configuration des lieux.

Urinoirs unisexes (no 2) qui peuvent être utilisés par les hommes et les femmes, combinant les caractéristiques d'un urinoir féminin (no 1) et masculin (no 3) uniquement

Le problème de l'embarras d'uriner en présence d'autres personnes concerne davantage les toilettes unisexes, avec la question de la disposition dans la pièce des urinoirs pour les deux sexes. Alors que les toilettes classiques sont logées dans des cabines avec des portes verrouillables, les urinoirs sont généralement installés ouverts. Cette disposition nécessite moins d'espace, permet à plus de personnes d'uriner en même temps tout en favorisant une meilleure hygiène et une meilleure économie. Installés en complément de toilettes classiques, les urinoirs maintiennent celles-ci plus propres et plus disponibles pour ceux qui en ont besoin.
Cependant, on[Qui ?] peut se demander si le niveau d'intimité inférieur par rapport aux toilettes conventionnelles est acceptable pour le grand public ; sans compter les problèmes encore plus pratiques pour les femmes qui ont besoin de papier hygiénique, doivent baisser leur pantalon et parfois traiter leurs besoins d'hygiène menstruelle tout en allant aux toilettes pour uriner.

## Problèmes culturels et sociétaux

### Corps des femmes dans l'espace public
La pratique de la miction par les femmes dans l'espace public est conditionnée par des habitudes et des conditionnements culturels et sociétaux  : « Les femmes dans les sociétés occidentales sont éduquées à uriner assises ou accroupies et les hommes à uriner debout. Cette gestuelle sous-entend qu’elle dévoile d’avantage [sic] leurs corps que les hommes. C’est sans doute pour cela que dans les toilettes publiques elles n’ont que des cabines individuelles et cloisonnées comme possibilité pour uriner (à la différence des hommes qui ont des urinoirs). S’ajoute à cette posture l’ordre des convenances sociales qui considère que les femmes se doivent d’être pudiques en adoptant un comportement de réserve lorsqu’elles réalisent leurs besoins naturels (Sarah Bourcier Laskar, Le « pipi sauvage » en ville ou l’insoutenable fluidité des êtres). » Le fait que des femmes puissent uriner de manière plus ou moins visible dans l'espace public peut apparaître contraire à la morale et à l'étiquette communes dans certaines conventions culturelles.

### Égalité de miction
Les différences de besoins, de conventions et de pratiques se traduisent par une inégalité flagrante d'accès entre les hommes et les femmes, avec des files d'attente souvent plus longues pour les femmes.
L'usage courant pour aménager les toilettes dans l'espace public, d'allouer une surface égale pour les hommes (WC assis et urinoirs) et pour les femmes (WC assis uniquement) est une source d'inégalité, car « les femmes passeraient en fait – le calcul ayant été effectué aux États-Unis – 2,3 fois plus de temps aux toilettes que les hommes », et la moindre place occupée par les urinoirs permet d'augmenter le nombre de stations pour les hommes .
Les urinoirs pour femmes (position non assise) sont donc des moyens indispensables pour aller vers l'« égalité de miction ». Une étude de 1999 a interrogé 600 femmes pour déterminer leur intérêt à avoir des urinoirs pour femmes qui pourraient être utilisés en position debout. La majorité des répondantes ont indiqué le désir d'avoir de telles installations.
Dans tous les pays, notamment occidentaux, il y a une demande forte pour l'égalité d'accès dans l'espace public et lors d'évènements temporaires. Par exemple, aux Pays-Bas, un mouvement de protestation fait sensation en 2017 (Zeikwijven - « les femmes qui font pipi sauvage »), prônant l'égalité de miction et la prise de mesures contre la discrimination des femmes par des possibilités limitées de miction[source secondaire souhaitée]. Dans le cadre de cette campagne, les femmes aux Pays-Bas ont commencé à uriner de manière démonstrative dans les urinoirs publics pour hommes[source secondaire souhaitée].

## Histoire

### XIXeetXXesiècles
Les développements récents dans la création d'urinoirs spécifiques pour les femmes ou utilisables par les deux sexes ne sont pas une nouvelle révolution en matière d'assainissement, comme le suggèrent certains fabricants. C'est plutôt la renaissance d'un concept dont les racines remontent au XIXe siècle, au début du développement des toilettes publiques ; des urinoirs pour femmes ont déjà été installés. Par exemple, le Handbuch der Architektur (manuel d'architecture) allemand de 1897 montre « des urinoirs pour femmes à rinçage automatique »; à cette époque, les avantages présentés étaient une installation moins coûteuse et des économies d'eau[source secondaire souhaitée].
Dans le guide d'architecture München und seine Bauten (Munich et ses bâtiments) de 1912, les urinoirs pour femmes de trois toilettes publiques (Lerchenfeldstraße, Ottostraße et Max-Weber-Platz) ont été mentionnés dans le chapitre « Maisons de retraite ». Contrairement aux toilettes usuelles, les urinoirs étaient conçus comme des « toilettes en pleine propriété », c'est-à-dire à usage gratuit. Ils jouissaient d'une grande popularité et étaient très fréquentés. Au cours des années 1910, il n'y a pas eu de développement, probablement parce que l'utilisation gratuite ne générait pas de revenus pour la ville[source secondaire souhaitée].

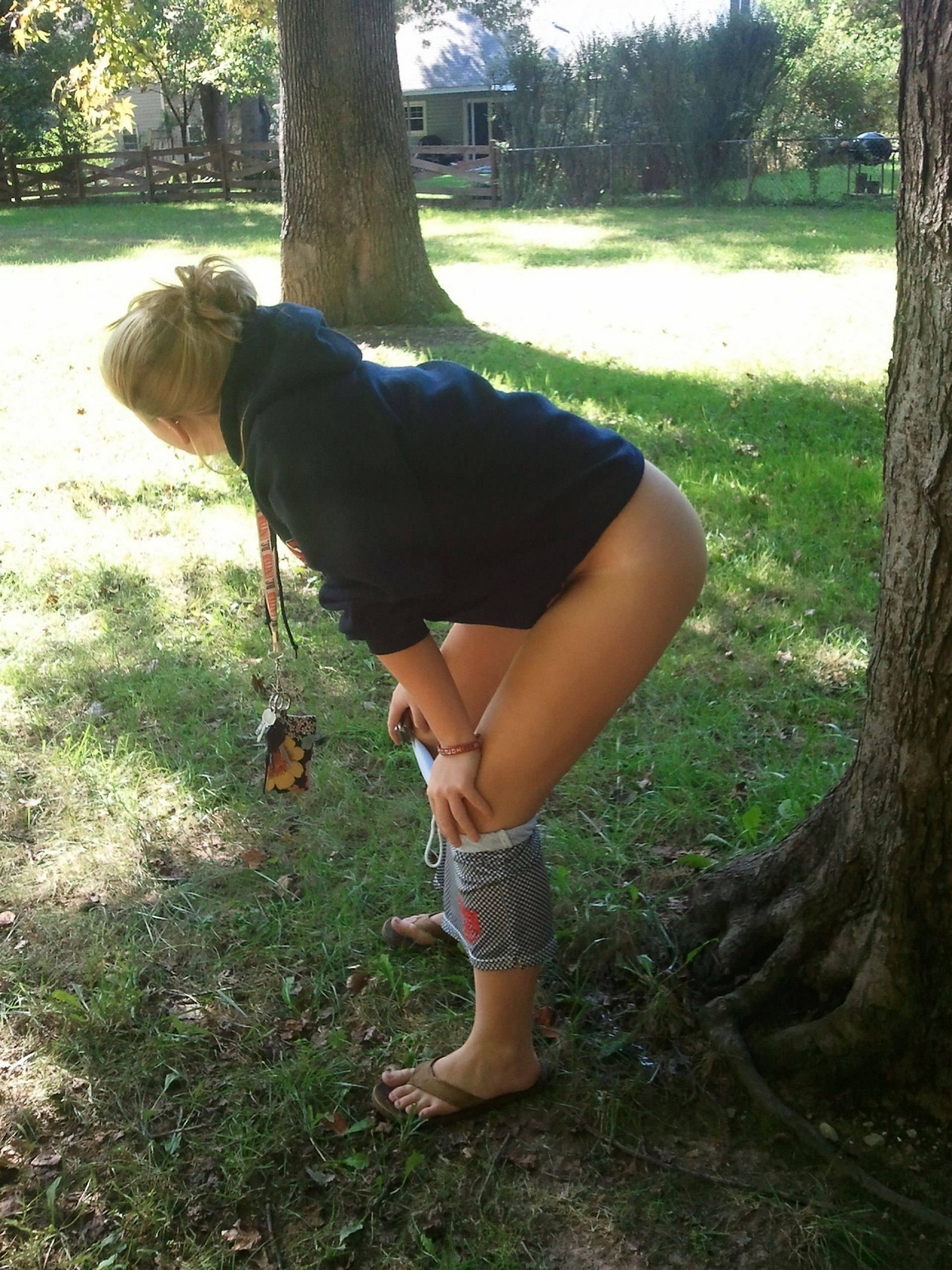
Position du corps prise par les femmes pour la miction dans de nombreux urinoirs féminins : position de ski

Dans les années 1970, Alexander Kira, professeur d'architecture et de génie sanitaire à l'Université Cornell, a mené des études sur le comportement mictionnel des deux sexes. Il a poursuivi l'objectif de développer des appareils sanitaires adaptés au corps humain et à ses besoins, en rupture avec les spécifications de conception conventionnelles,.
Sur une cuvette de toilette conventionnelle, l'utilisation « correcte » est déterminée par la forme de l'appareil sanitaire. Entre autres choses, Alexander Kira a étudié les positions du corps que les hommes et les femmes préfèrent utiliser en absence de contraintes, par exemple en urinant dans la nature. Il a examiné les trajectoires du jet d'urine et sa contrôlabilité, ainsi que les aspects de confort et de santé des différentes positions du corps. Les hommes urinent généralement en position debout et dirigent le jet vers l'avant à la main. Les femmes préfèrent prendre une position accroupie avec le jet contrôlé par la posture de tout le corps et dirigé verticalement vers le bas ou légèrement oblique vers l'arrière. Cette position est généralement la plus confortable pour les femmes et provoque moins d'éclaboussures,.
Jusque dans les années 1970, quelques urinoirs pour femmes étaient disponibles aux États-Unis auprès de différents fabricants. Dans les années 1980 et 90, divers concepts et prototypes ont été proposés, bien que la plupart d'entre eux n'aient pas été développés au-delà du stade de la conception. Les urinoirs pour femmes sont devenus plus courants depuis le début du millénaire et sont commercialisés, principalement en Europe.

### Au début duXXIesiècle
L'évolution de l'offre d'urinoirs féminins publics est conditionnée par deux grandes tendances : 

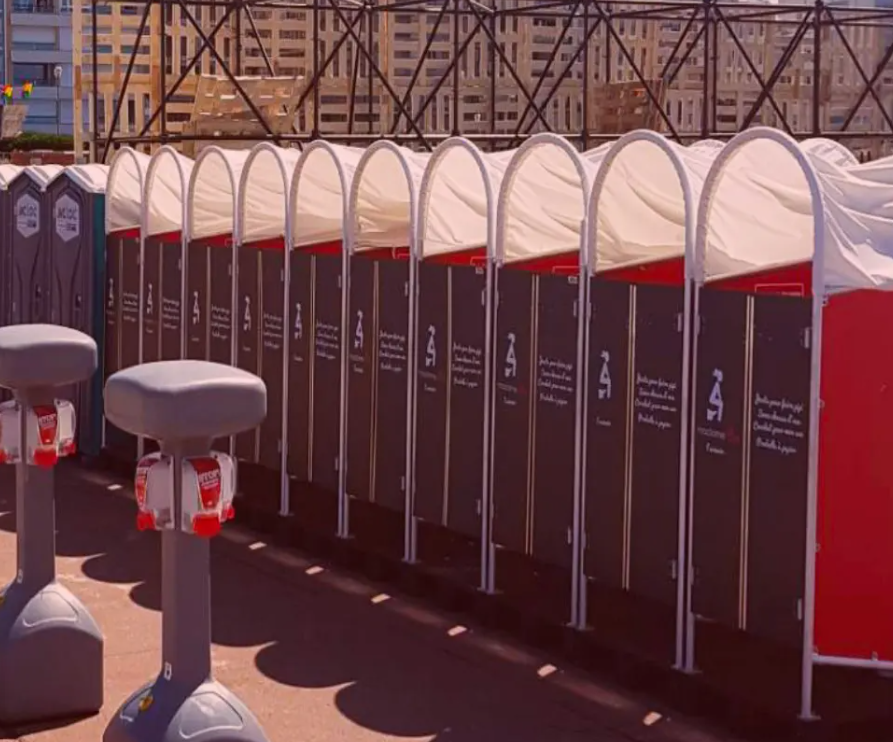
Urinoirs féminins en cabine, sans contact et sans eau, lors d'un festival

- Urinoirs féminins en cabine, sans contact et sans eau, lors d'un festivalLa popularité croissante - notamment auprès de jeunes - de rassemblements festifs en plein air. Ceci nécessite des dispositifs mobiles, aisément montables et démontables ; si elle est nécessaire, l'alimentation en eau reste une contrainte importante.
- La préoccupation environnementale, avec le souci d'économiser l'eau, de diminuer les déchets, voire de les recycler. Les dispositifs sans eau sont favorisés, car ils permettent le stockage simplifié de l'urine en vue de son utilisation comme fertilisant.

Depuis octobre 2023, les normes pour les urinoirs féminins sont intégrées dans la nouvelle norme européenne sur les cabines sanitaires autonomes (norme AFNOR EN 16194) ; la nouvelle norme stipule que les urinoirs féminins sont fortement conseillés pour réduire les files d'attente et maintenir une meilleure hygiène.
Des modèles d'urinoirs classiques, destinés à être utilisés avec un entonnoir jetable spécialisé (urinette) ont été introduits avec un certain succès, lors de festivals en plein air tels que Glastonbury en 2004. En 2011, un urinoir pour femme portable, le Pollee (en), a été présenté au Festival de Roskilde au Danemark[source secondaire souhaitée] et a été accueilli par les visiteurs féminines du festival.
Les urinoirs mobiles Lapee ont été expérimentés à Toulouse. Les urinoirs madamePee sont déployés en Europe, au Canada et en Côte-d'Ivoire par  les loueurs et installateurs de toilettes pour les évènements festifs et sportifs (comme depuis 2021, Rock en Seine ou le Marathon de Paris) ; une version Urbanpee a été développée pour les installations plus pérennes en ville.

## Note
- (en) Cet article est partiellement ou en totalité issu de l’article de Wikipédia en anglais intitulé « Female urinal » (voir la liste des auteurs).

## Voir également
- Toilettes
- Toilettes mobiles
- MadamePee
- Urinette
- Pollee (en)
- Assainissement